# Ilie Ceaușescu
Ilie Ceaușescu (Scornicești, 8 giugno 1926 – Bucarest, 1º ottobre 2002) è stato un generale e politico rumeno, vice-ministro della difesa della Repubblica Socialista di Romania durante il regime del fratello maggiore Nicolae Ceaușescu.

## Biografia
La carriera militare di Ilie fu aiutata dal fratello Nicolae, tra il 1980 e il 1989, fu membro del comitato centrale del Partito Comunista Rumeno, e dal 1982 al 1989, fu vice-ministro della difesa.
Ilie Ceaușescu fu anche uno storico, e influenzo il fratello Nicolae ad instaurare il "Protocronismo" come storiografia ufficiale della Romania ed ebbe un ruolo importante nel sistema di propaganda nazionale rumeno. Per esempio, ebbe a dichiarare che il popolo rumeno era rimasto sempre lo stesso da tempi immemori, venendo poco influenzato da altri popoli (romani, slavi e mongoli).
in seguito alla Rivoluzione romena del 1989 e l'esecuzione di Nicolae Ceaușescu, nel 1990 venne dichiarato che sia Ilie e Marin Ceaușescu erano stati coinvolti in transazioni tra gli Stati Uniti e la Romania, che consistevano nella vendita di tecnologia militare sovietica. L'affare era di 40 milioni di dollari, parte dei quali vennero depositati in conti in banca in Svizzera. Ciò nonostante Ilie negò che tale transazione avesse avuto luogo.
Dopo essere stato rilasciato Ilie si ritirò a vita privata, morendo nel 2002.